# Sant Gervasi - la Bonanova
Sant Gervasi - la Bonanova és un barri del districte de Sarrià - Sant Gervasi de la ciutat de Barcelona.
Antigament, havia format part d'un municipi independent anomenat Sant Gervasi de Cassoles. El barri està dividit principalment en dos sectors diferenciats: el sector de Sant Gervasi, nucli de l'antic municipi de Sant Gervasi de Cassoles, i un altre sector, el de «la Bonanova», nascut quan es construí la via que comunicà Sant Gervasi amb Sarrià cap a la dècada de 1890. Aquest últim sector, el de la Bonanova, es va configurar amb el pretext que al voltant del passeig homònim es començarien a edificar cases benestants de senyors que havien tornat d'Amèrica amb grans fortunes. S'edificaren torres i xalets, per aquesta raó es pot veure força diferència arquitectònica entre el sector de la Bonanova i Sant Gervasi.
El sector de la Bonanova pren el nom de la Mare de Déu de la Bonanova, que és el nom popular de la Mare de Déu dels Afortunats, a la qual es dedicà un altar el segle xviii a l'antiga església dels sants Gervasi i Protasi situada on ara hi ha l'església de la Bonanova, i que acabà despertant més devoció que els patrons originals. Com revela el mateix nom, «la Bonanova» significa la bona nova o notícia.